# Kiro Gligorov
Kiro Gligorov (Štip, 3. svibnja 1917. – Skoplje, 1. siječnja 2012.), makedonski političar i prvi predsjednik neovisne Makedonije. Tu je funkciju vršio u dva mandata, 1991. – 1999.
Završio je Pravni fakultet u Beogradu.
Na njega je ispred hotela "Bristol" izvršen neuspješan atentat.
S Borisom Trajkovskim 2005. godine je postao prvi nositelj "Ordena Republike Makedonije."
U Guinnessovoj knjizi rekorda zapisan je kao najstariji predsjednik države, koji je vladao s 82 godine. Umro je u Skoplju 1. siječnja 2012. godine.